# Beilschmiedia vermoesenii
Beilschmiedia vermoesenii är en lagerväxtart som beskrevs av Robyns & Wilczek. Beilschmiedia vermoesenii ingår i släktet Beilschmiedia och familjen lagerväxter. Inga underarter finns listade i Catalogue of Life.